# Paul Connolly
Paul Connolly est un footballeur professionnel anglais, né le 29 septembre 1983 à Liverpool.

## Carrière
Formé à Plymouth Argyle, il y signe son premier contrat professionnel en 2000 et reste au club durant huit ans, avec un passage en prêt à Bideford en 2002.
Il rejoint Derby County lors du mercato d'été 2012 et n'y reste que deux ans après notamment un passage en prêt à Sheffield United durant la seconde partie de la saison 2009-2010.
Promu en Championship où Connolly évolue déjà, le club de Leeds United entraîné par Simon Grayson décide de le recruter. Deux ans plus tard, Neil Warnock, arrivé en remplacement de Grayson en février 2012, le place sur la liste des joueurs transférables.
Il rejoint Millwall en septembre 2013. En février 2014, il signe en faveur de Crawley Town.